# Communes de la province de Campobasso
- Haut – A
- B
- C
- D
- E
- F
- G
- H
- I
- J
- K
- L
- M
- N
- O
- P
- Q
- R
- S
- T
- U
- V
- W
- X
- Y
- Z

## A
- Acquaviva Collecroce

## B
- Baranello
- Bojano
- Bonefro
- Busso

## C
- Campobasso
- Campochiaro
- Campodipietra
- Campolieto
- Campomarino
- Casacalenda
- Casalciprano
- Castelbottaccio
- Castellino del Biferno
- Castelmauro
- Castropignano
- Cercemaggiore
- Cercepiccola
- Civitacampomarano
- Colle d'Anchise
- Colletorto

## D
- Duronia

## F
- Ferrazzano
- Fossalto

## G
- Gambatesa
- Gildone
- Guardialfiera
- Guardiaregia
- Guglionesi

## J
- Jelsi

## L
- Larino
- Limosano
- Lucito
- Lupara

## M
- Macchia Valfortore
- Mafalda
- Matrice
- Mirabello Sannitico
- Molise
- Monacilioni
- Montagano
- Montecilfone
- Montefalcone nel Sannio
- Montelongo
- Montemitro
- Montenero di Bisaccia
- Montorio nei Frentani
- Morrone del Sannio

## O
- Oratino

## P
- Palata
- Petacciato
- Petrella Tifernina
- Pietracatella
- Pietracupa
- Portocannone
- Provvidenti

## R
- Riccia
- Ripabottoni
- Ripalimosani
- Roccavivara
- Rotello

## S
- Salcito
- San Biase
- San Felice del Molise
- San Giacomo degli Schiavoni
- San Giovanni in Galdo
- San Giuliano del Sannio
- San Giuliano di Puglia
- San Martino in Pensilis
- San Massimo
- San Polo Matese
- Sant'Angelo Limosano
- Sant'Elia a Pianisi
- Santa Croce di Magliano
- Sepino
- Spinete

## T
- Tavenna
- Termoli
- Torella del Sannio
- Toro
- Trivento
- Tufara

## U
- Ururi

## V
- Vinchiaturo